# Livre tournois
Pour les articles homonymes, voir Livre (monnaie).
La livre tournois (parfois écrit « livre Tournois », abrégé L, liv., lt, ₶, ou £) est une ancienne monnaie de compte française valant 240 deniers ou 20 sous, frappée originellement à Tours et utilisée en France sous l'Ancien régime. Elle remplace progressivement la livre parisis à partir du XIIIe siècle mais ne devient l'unique monnaie de compte qu'en 1667. Elle disparaît au moment de la création du franc français en 1795.

## Historique de l'unité de compte

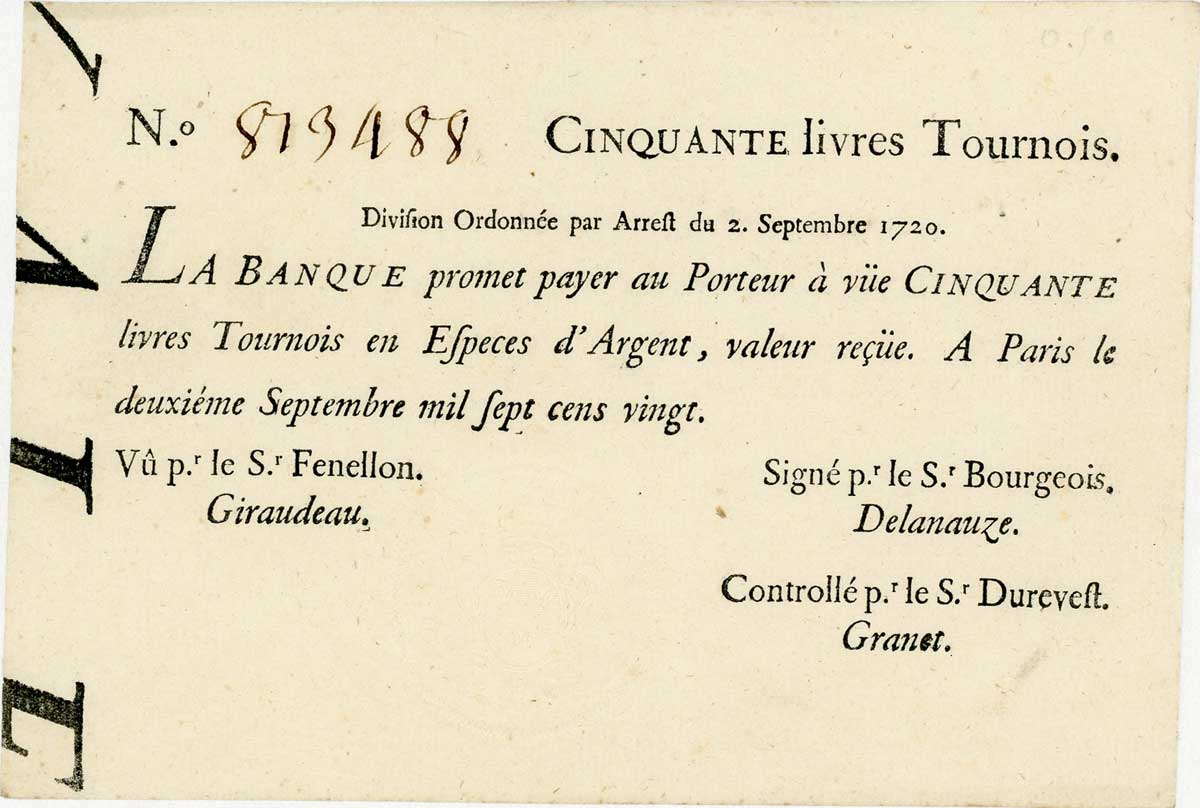
Billet de la Banque royale de 50 livres tournois daté du 2 septembre 1720.

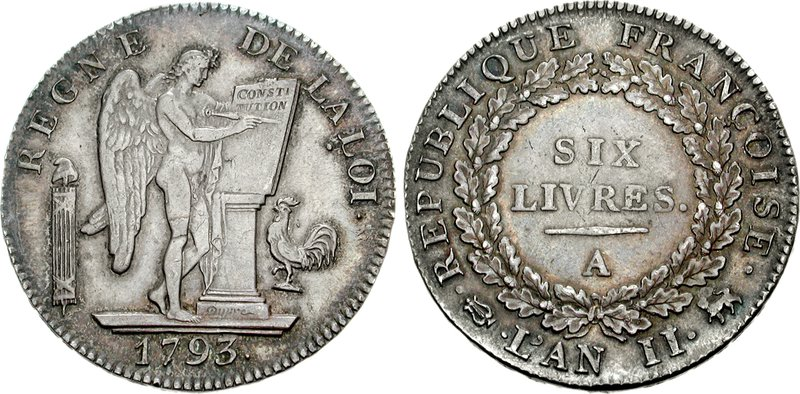
Écu républicain de 6 livres (1793) pesant 29,30 g d'argent, frappé peu avant la création du franc.

Au Moyen Âge, la livre tournois est d'abord utilisée à l'abbaye Saint-Martin de Tours où l'on frappait des deniers dits « tournois ». Elle est également utilisée dans plusieurs principautés, particulièrement en Hainaut et en Bourgogne.
En 1203, avec le rattachement de la Touraine à la couronne, sous Philippe II de France, elle remplace la livre parisis comme monnaie de compte du domaine royal.
En 1262, la réforme monétaire de saint Louis étend le cours légal de la livre tournois au royaume. La livre tournois vaut alors 20 sous ou gros tournois de 4,219 9 grammes d'argent à 958/1000 soit 20 × 4,044 = 80,88 grammes d'argent fin (ou environ 6,74 grammes d'or au cours de l'or variant à l'époque autour de 12 parts d'argent pour 1 part d'or).
Philippe le Bel crée le double tournois, monnaie qui sera frappée jusqu'au règne de Louis XIII. Six doubles tournois valent un sou tournois (12 deniers).
En 1360 est créé le franc à cheval valant une livre tournois. Frappé à trois millions d'exemplaires, il va servir à payer la rançon du roi Jean II le Bon.
En 1549, la livre tournois est décrétée unité de compte pour la tenue des comptabilités. Cette ordonnance royale est confirmée en 1602, après une courte période, entre 1577 et 1602, pendant laquelle la tenue des comptes devait être faite en écu, qui était la monnaie de règlement.
En 1667, la livre tournois supplante définitivement la livre parisis, qui continuait à être utilisée dans quelques régions du royaume.
En 1720, après la banqueroute du système de Law, la dénomination officielle de la livre tournois devient la « livre » (0,31 gramme d'or pur).
En 1726, la réformation institue la livre contenant 4,50516 g d'argent fin, ce qui constitue de fait une importante dévaluation par rapport à la fin du règne de Louis XIII.
En 1795, le franc remplace la livre comme unité de compte monétaire.

## Valeur

### Cours légal
L'unité de compte “livre tournois” avait un cours légal fixé par le Roi, qui a varié en fonction de la situation économique et des besoins du Trésor royal comme le montrent les deux graphiques ci-dessous.
Au XIIIe siècle la valeur d'une livre de compte était définie comme équivalente à 20 sous ou gros tournois, chacun pesant 4,2199 g d'argent à 23/24 ; soit l'équivalent de 20 fois 4,044 g d'argent pur, soit 80,88 g d'argent pur. 
Plus tard, au XVIIe siècle, elle est définie par rapport à une quantité (la taille) d'or d'une pureté donnée (l'aloi), l'édit royal du 31 mars 1640 fixe la valeur de 10 livres tournois à 1 louis d'or d' 1/36,25 marc d'or avec un aloi de 22/24 carats, soit 6,19 g (grammes) d'or pur, la pièce d'or de 1 louis pesant 6,75 g.
- La taille, c'est-à-dire le poids, est comptée en marc (1 marc = 244,75 grammes environ).
- L'aloi ou proportion de métal précieux se compte en carats (1 carat = 1/24e).

Cette livre tournois vaut donc 1/10 x 1/36,25 x 244,75 g x 22/24 soit 0,6189 g d'or pur.

### Évolution du cours
Entre 1602 et 1795, les périodes de stabilité monétaire sont deux fois plus longues que les périodes d’instabilité monétaire (130 contre 63 ans).
1602-1630
Période de stabilité : 1 lt = 0,862 g d’or pur.
1630-1640
Période de dévaluations : la livre tournois est « dévaluée de 28 % » (0,619 g d’or pur en 1640 contre 0,862 g en 1629).
1640-1683
Période de stabilité : 1 lt = 0,619 g d’or pur.
1683-1720
Période de dévaluations. Le cours légal de la livre est « dévalué de 80 % » entre les édits de réformation de 1683 et du 30 juillet 1720 : 0,124 g d’or pur contre 0,619. En 1720, à la suite de la faillite du système de Law, le cours légal de la livre tournois perd 50 % en sept mois :
- 1 lt = 0,249 g d’or pur le 1er janvier
- 1 lt = 0,199 g d’or pur le 1er juillet
- 1 lt = 0,166 g d’or pur le 30 juillet
- 1 lt = 0,124 g d’or pur le 16 septembre

1720-1726
Période de réévaluations. La livre tournois est « réévaluée de 151 % » entre le 30 juillet 1720 et janvier 1726 : 0,312 g contre 0,124 g d’or pur.
1726-1785
Période de stabilité : 1 lt = 0,312 g d’or pur.
1785-1795
Période de grande instabilité : réforme monétaire de Calonne le 30 octobre 1785, abaissant la livre à 0,290 g d'or fin et à 4,45 g d'argent fin. En 1790, création de la livre papier, l'assignat, et apparition d'un double taux de change illégal avec les espèces métalliques. Un écart de 80 à 100 est observé en 1795 (1 lt or vaut 80 à 100 lt papier).
Évolutions des recettes et dépenses de la monarchie de 1600 à 1715 en millions de lt

### Équivalence actuelle
L'équivalence des unités monétaires entre le XVIIe et le XXIe siècle soulève de délicates questions de méthode, la nature des biens produits et leur coût de fabrication n'ayant pratiquement plus aucun rapport, en raison du progrès technique et des modes de production de certains produits. Très grossièrement, et pour fixer un ordre de grandeur, on peut considérer qu'une livre tournois :
- de 1615 équivaudrait à 150 francs de 1985[9] ;
- de 1684 équivaudrait à 15 € de 2002[10] ;
- de 1760 équivaudrait à 12 € de 2013[11].

Autres données relatives :
- Salaire horaire moyen ouvrier sous Louis XIV : 1 sol 6 deniers (19 lt par mois en moyenne)[13] ;
- Salaire du journalier vers 1750-1780 : 1,3 lt ;
- Coût d'1 kg de pain à Paris en 1782 : 0,2586 lt ;
- Coût d'un verre miroir de 4 m2 en 1702 : 2 450 lt.

Autres données de comparaison (Insee) :
- Coût d'1 kg de pain à Paris en décembre 2013 : 2,58 €.

### Abréviation actuelle
L'abréviation actuelle la plus généralement constatée dans la littérature d'histoire économique est "lt". Le symbole "£" est à bannir pour éviter toute confusion avec la livre sterling.